# Danse macabre
Pour la danse de la mort (Supplice ashanti), voir Danse de la mort (Atopere).
Pour les articles homonymes, voir Danse macabre (homonymie).

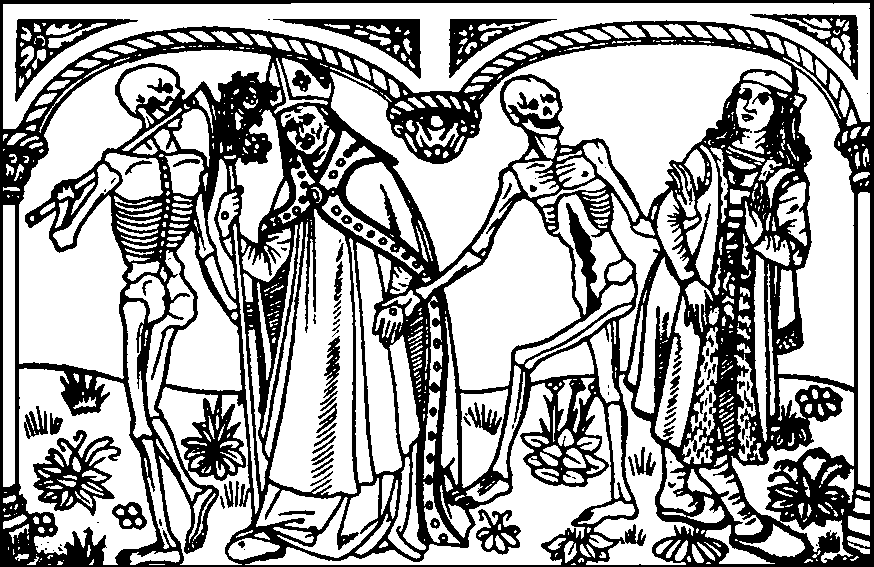
Une des dix-sept gravures sur bois de la « Danse macabre du cloître des Saints-Innocents » à Paris.
Publiées en 1485 par deux éditeurs parisiens, Guyot Marchant et Verard, elles furent diffusées dans toute l'Europe.

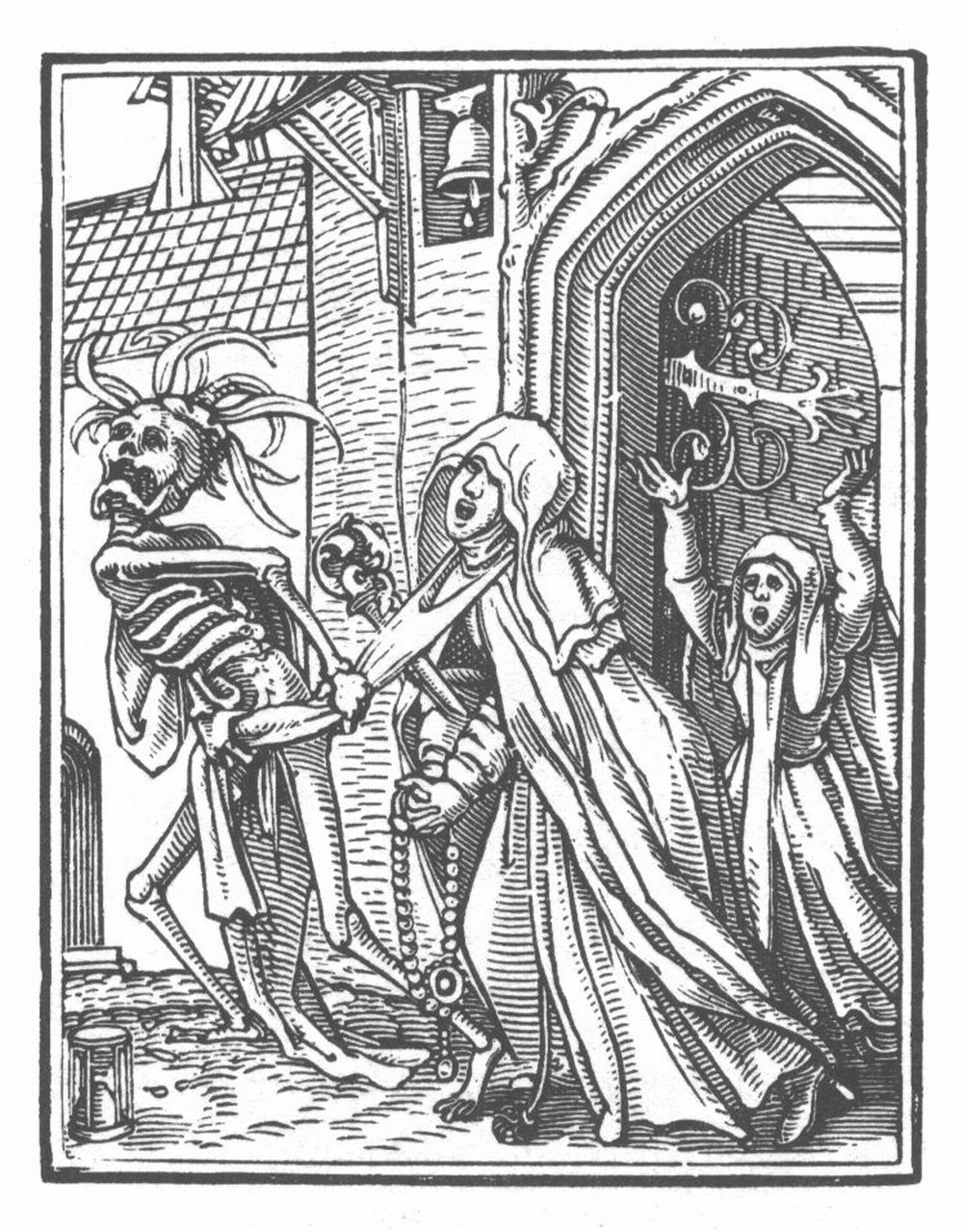
Hans Holbein, Simolachri, Historie, e Figure de la Morte (1549).

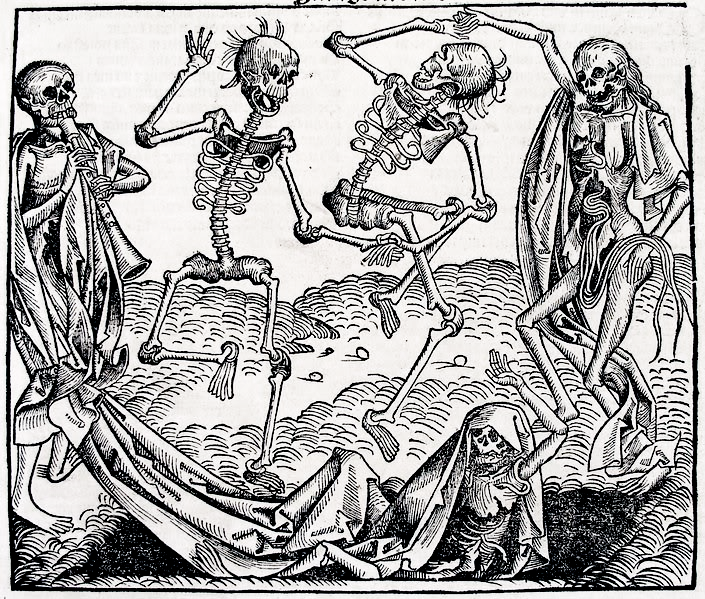
La représentation de la Danse macabre (1493) par Michael Wolgemut

La Danse macabre est un motif artistique populaire à la fois présent dans le folklore européen et élaboré à la fin du Moyen Âge. Elle est un élément, le plus achevé, de l'art macabre du Moyen Âge, du XIVe au XVIe siècle.
La première Danse macabre semble être réalisée à Paris, au Charnier des Saint-Innocents en 1424. Elle se nourrit des inquiétudes des temps de crise en y répondant par la force de l'imaginaire. Par cette sarabande qui mêle morts et vivants, la Danse macabre souligne la vanité des distinctions sociales, dont se moque le destin, fauchant le pape comme le pauvre prêtre, l'empereur comme le lansquenet. C'est une leçon morale adressée aux vivants afin de réfléchir à notre condition : elle console les plus pauvres et apprend aux plus grands que personne n'est au-dessus des lois.
Sa composition se fait de manière hiérarchique : elle fait d'abord entrer les « grands » (pape, empereur, roi, cardinal ou patriarche) puis descend l'échelle sociale en faisant entrer les « petits » (laboureur, enfant, cordelier, ermite). Les vivants sont donc des personnages représentant les différentes strates sociales et les morts sont squelettiques, dansent, font des cabrioles, se moquent et entraînent vers la mort les vivants, en s'affublant de leurs attributs (couronne, épée, instruments de musique). Celle-ci était une allégorie qui confrontait les spectateurs et spectatrices à la réalité qui les entourait à l'époque. Cette réalité était en fait que la mort était inévitable, et ce peu importe les croyances, l'âge et la classe sociale de la personne.
Tout au long du XVe siècle et au début du XVIe, ce thème est peint sur les murs des églises, dans les cimetières d'Europe du Nord, sur les murs extérieurs des cloîtres, les charniers, les ossuaires. Au-dessus ou au-dessous de l'illustration sont peints des vers par lesquels la mort s'adresse à la victime, souvent sur un ton sarcastique et empreint de cynisme. Il est diffusé à travers l'Europe par les textes poétiques colportés par les troupes de théâtre de rues.
Cette forme d'expression est le résultat d'une prise de conscience et d'une réflexion sur la vie et la mort, dans une période où celle-ci est devenue plus présente et plus traumatisante. Les guerres — surtout la guerre de Cent Ans — les famines et la peste, que représentent souvent les Quatre Cavaliers de l'Apocalypse, ont décimé les populations.
Le thème traverse les époques. De nombreux peintres (Hans Holbein le Jeune), poètes (Charles Baudelaire comme dans Danse macabre, Paul Verlaine, Henri Cazalis…), auteurs (Gustave Flaubert), musiciens (Franz Liszt, Camille Saint-Saëns, Benjamin Britten, Honegger, Hugo Distler), cinéastes (Federico Fellini, Ingmar Bergman dans Le Septième Sceau ou Jean Renoir dans La Règle du jeu…) s'emparent de celui-ci et permettent de redécouvrir ces œuvres tombées dans l'oubli.

## Etymologie
"Macabre" viendrait d’une déformation du vieux français macabré (lui-même d’origine obscure, peut-être liée à macchabée signifiant cadavre). D'autres théories prétendent que le mot « macabre » vient de l'arabe « makabir » qui signifie « tombeaux » ou « cimetière », ou encore d'un peintre du nom de Macabré. Ces deux dernières théories ont aujourd'hui été écartées (voir les articles de Jean Batany et Sophie Oostervijk sur le sujet) et l'origine du mot reste disputée, bien que l'hypothèse la plus probable tend à l'évolution du mot « maccabée » en « macabré » en ancien français. Cette hypothèse est soutenue par des sources en néérlandais évoquant une danse des « makkabeus » (aussi « mackabee »).

## Contexte artistique

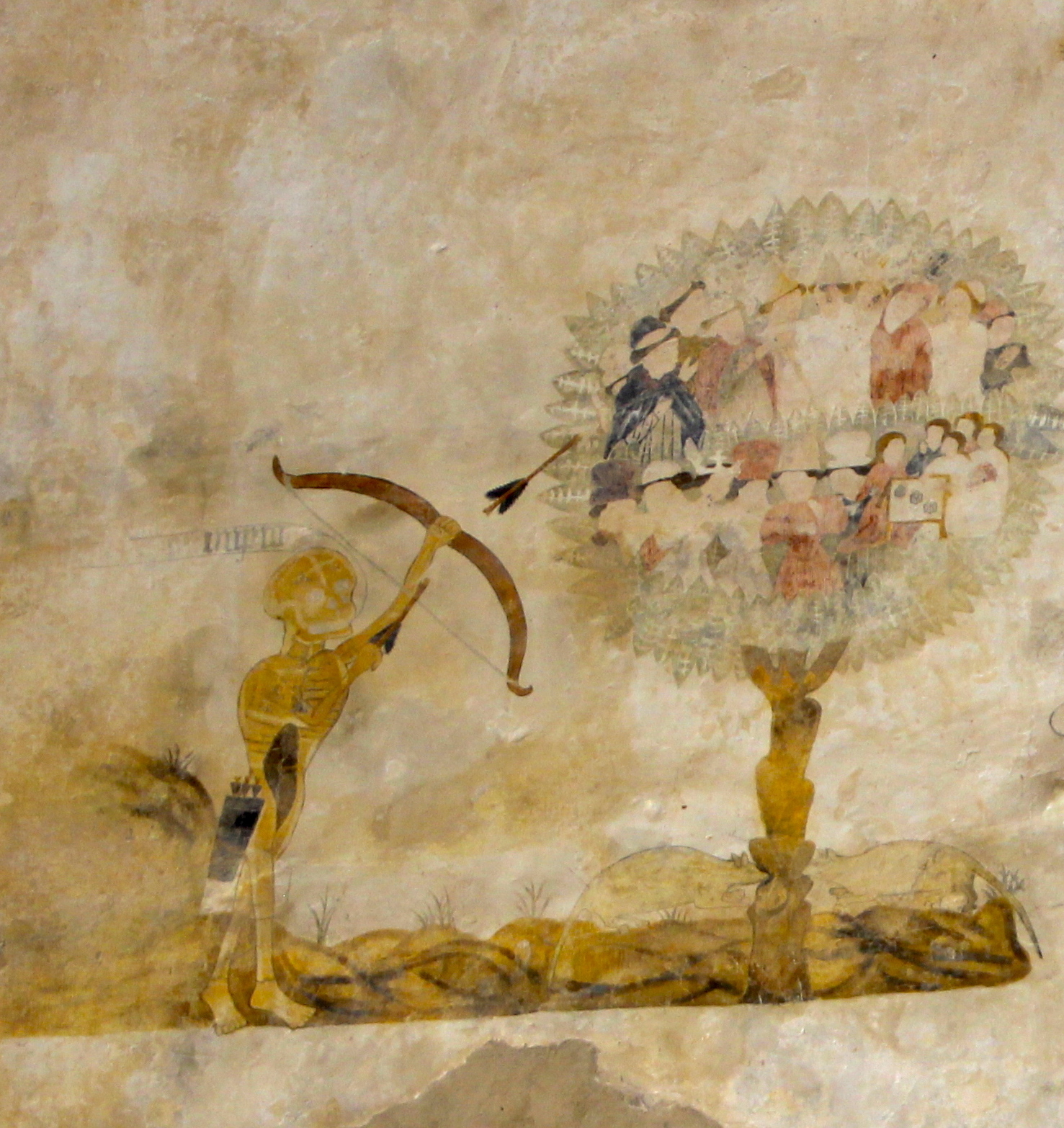
Danse macabre (détail). Un cadavre lance des flèches contre l'arbre de vie tandis que des rats le rongent à la base. Cloître de Morella.

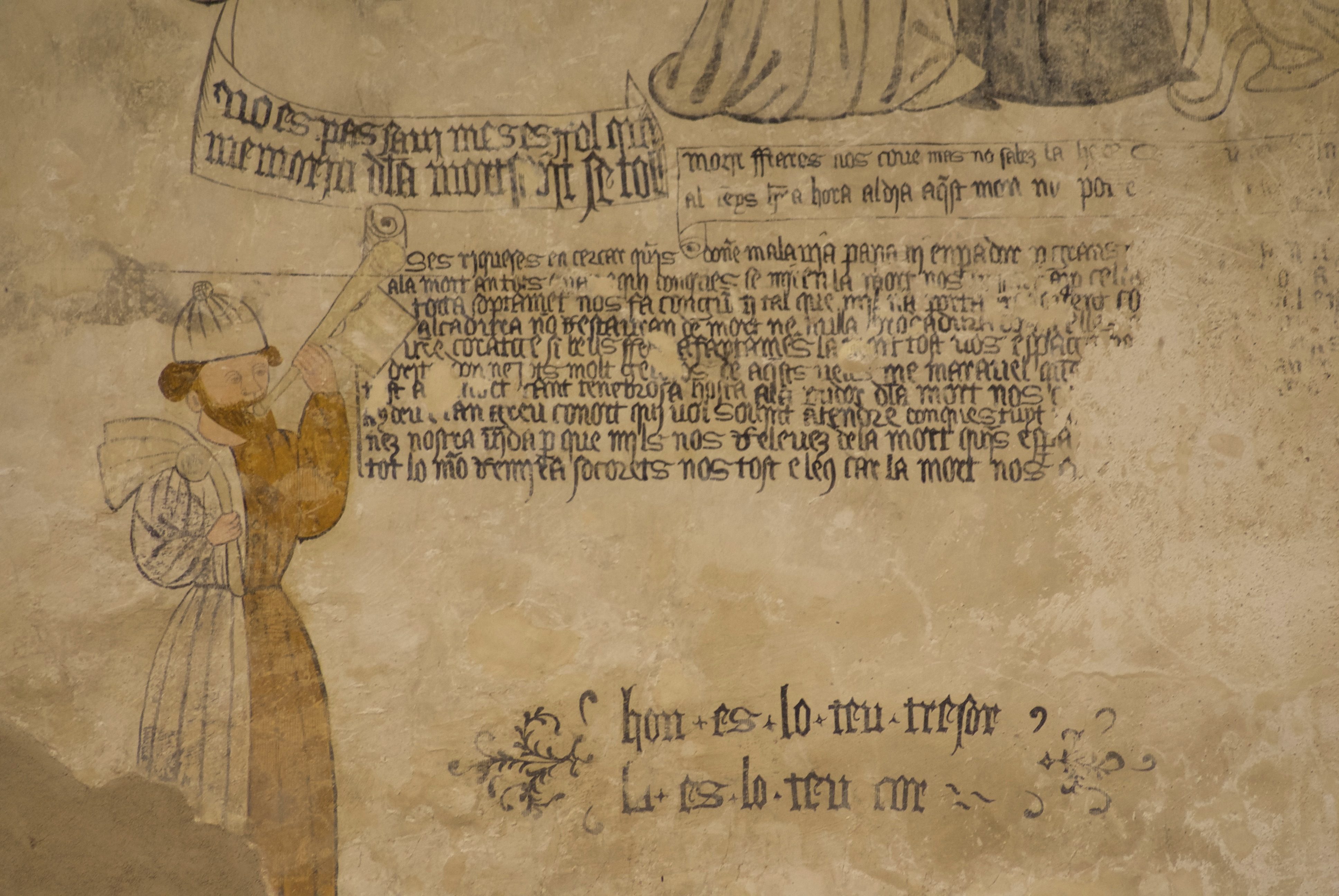
Danse macabre (détail): Poème en ancien français. Cloître de Morella.

La Danse macabre est une étape dans la représentation de la Mort. Ce thème apparaît après celui du Dit des trois morts et des trois vifs, du Triomphe de la Mort, de l'Ars moriendi, du Mors de la Pomme, des Vanités et des Memento mori.
Mais alors que la leçon du Triomphe de la mort présente l'individu mourant, ayant le temps de faire un dernier examen de conscience, la Danse macabre entraîne celui-ci immédiatement vers la pourriture, en montrant une Mort insensible aux inégalités sociales.

Bien que similaire dans certains aspects, elle est à distinguer des autres traditions que sont les Mystères et les Moralités qui eux faisaient l'objet de représentations théâtrales attestées, contrairement aux affirmations datées et erronées de Gaston Paris. En effet, il n'existe aucune trace attestée d'une véritable danse, qui aurait certainement semblé trop païenne aux yeux de l'Eglise. Sophie Oosterwijk précise d'ailleurs dans son article « Of Dead Kings, Dukes and Constables: The Historical Context of the Danse Macabre in Late Medieval Paris » que les danses macabres sont des oeuvres commandées par l'Eglise (fresques, peintures, manuscrits) et non des spectacles. Les Mystères eux-mêmes n'ont été tolérés que parce qu'ils illustraient des récits sacrés, et mettaient parfois en scène dans leurs interludes des processions de squelettes comme à Bruges en 1449, et des scènes de memento mori où des acteurs déguisés en morts discutaient avec d'autres déguisés en vivants. C'est d'ailleurs probablement de là qu'est venue la confusion entre Mystères et danse macabre. L'hypothèse d'une représentation purement théâtrale dans un but didactique et n'impliquant pas de danse est cependant soulevée par certains chercheurs comme Didier Jugan.

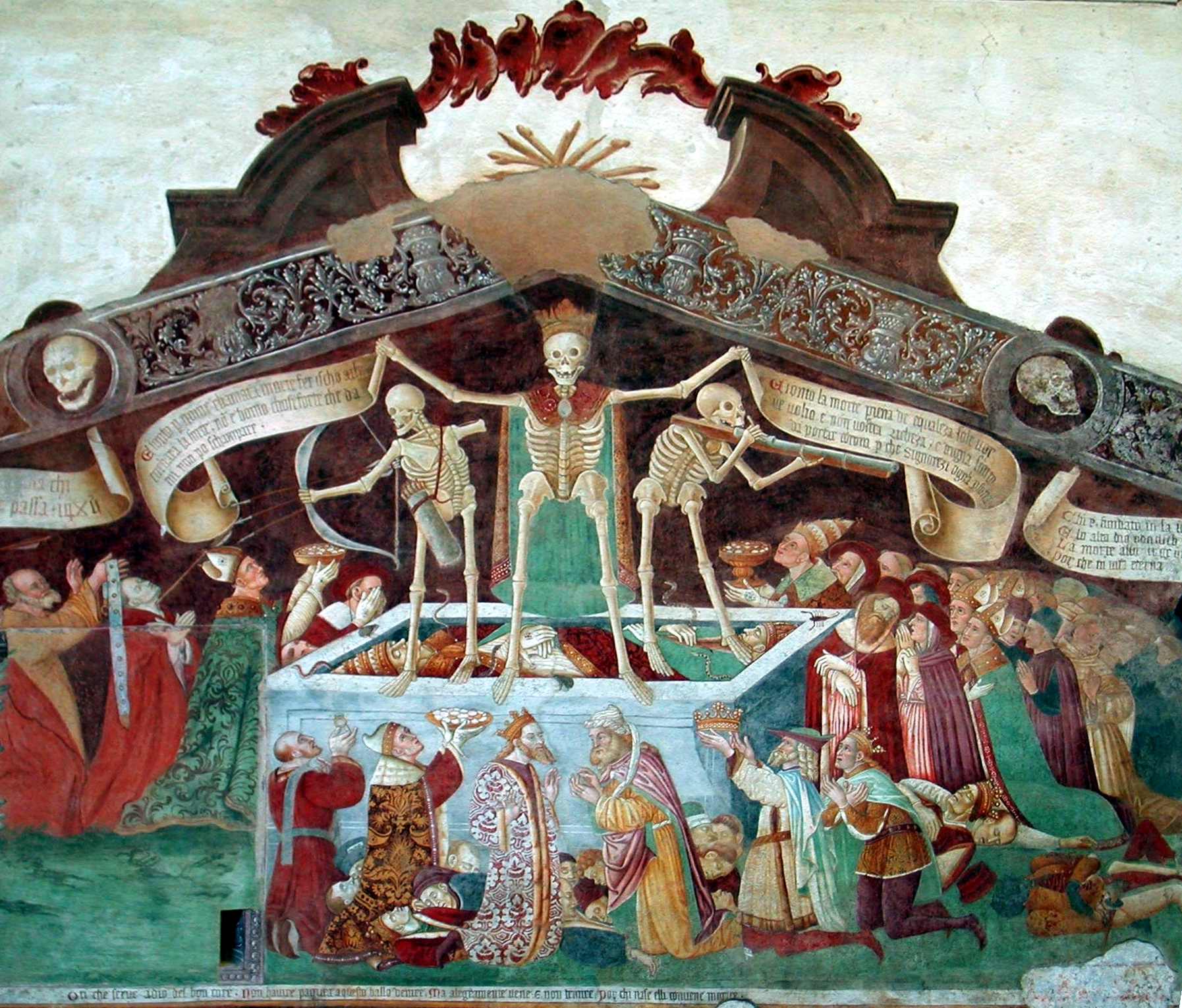
Danse macabre du Triomphe de la Mort, sur la façade d'une maison à Clusone en Italie. Peinture de Giacomo Borlone de Buschis (1485).

### XVesiècle
Les poèmes des danses des morts sont d'abord des formes de sermon. Ils commencent toujours par les propos d'un prédicateur. Sur les 480 vers attribués aux vivants et aux morts, pas moins d'une soixantaine énoncent des proverbes ou des sentences en forme de proverbes.
Sur la plupart des fidèles, l'écrit n'avait d'action qu'indirecte, comme source d'inspiration des prédicateurs. Le passage à l'image est alors, pour les danses macabres comme pour tout autre thème de méditation, un moment capital. En 1424 sont entreprises les fresques décorant le mur du charnier des Saints-Innocents, en plein centre de Paris, peut-être les premières fresques représentant une danse macabre et certainement les plus célèbres alors. Sous des scènes peintes entre les arcades d'une galerie, figurent à telle hauteur qu'on puisse les lire, les octains du poème de Gerson. Sous chaque arcade de l'architecture sommairement reproduite, sont logés successivement le récitant, quatre morts musiciens, puis deux couples mort/vivant et enfin le roi mort. Le fond est nu, si ce n'est la présence de quelques fleurs schématiquement dessinées. Les morts sont de formes allongées et dégingandées. Écorchés, ils ont l'abdomen ouvert et éviscéré. Souvent, ils s'inclinent ironiquement devant leur victime, s'accrochant au vivant qui précède et empoignant celui auquel ils s'adressent. Cette peinture murale est aujourd'hui détruite. Elle nous est parvenue à travers des gravures populaires que l'on retrouve dans le Manuscrit de Blois, au Cabinet des Estampes de la Bibliothèque nationale de France.
Dans cette œuvre, comme dans toutes les danses macabres qui ont suivi, les vivants défilent par ordre hiérarchique, avec tous les insignes de leur rang, alors que les cadavres qui se saisissent d'eux sont tous égaux et anonymes. Les textes présentent la mort comme le sort commun des princes et des manants qui seront également la proie des vers.
La danse macabre présente deux traits irréductibles à l'eschatologie ordinaire : d'une part, la survie terrestre du cadavre que suggérait déjà le Dit des trois morts et des trois vifs, lorsque les morts étaient représentés debout ; d'autre part le triomphe de ces revenants sur les dignités des hommes, alors même que les tombeaux montraient la victoire du défunt sur la mort.
Les cadavres animés de la danse macabre s'opposent diamétralement aux saints qui, dans la religion chrétienne, survivent à la mort en venant secourir ou punir les hommes avec tous les attributs de leur dignité. Les cadavres animés se comportent en jongleurs avec leurs instruments de musique, invitant les hommes à la danse –qui n'est pas considérée comme une activité pieuse- et ne se souciant pas de leur salut. Les saints, quant à eux, se recrutant presque tous dans le haut clergé ou l'aristocratie laïque et portant leur nom glorieux sur leur auréole, sont nus et anonymes. Présentés comme des jongleurs, souvent aussi comme des fossoyeurs armés de pelles et de pioches, ils occupent le bas de l'échelle sociale. S'adressant aux vivants, ils leur rappellent volontiers qu'ils avaient été des grands naguère. L'originalité de la danse macabre est donc de suggérer une eschatologie dans laquelle tous survivent sous la même forme misérable, une pérennité de l'anonymat.
La danse macabre est d'abord un phénomène urbain. Elle fait son apparition à Paris, décorait les cimetières de villes prospères et s'est diffusée par l'imprimerie. Elle n'est pas le seul thème iconographique à donner une image plus ou moins complète de la société humaine, non pas sous la forme idéalisée de la communion des saints, mais dans son existence terrestre. Or, la danse macabre en donne de loin l'image la plus exhaustive, en faisant une large place aux métiers. Si la tête du cortège, du pape aux cardinaux et aux princes, est occupée par des puissances lointaines, on voit ensuite défiler la société urbaine par le menu. La ville s'est représentée elle-même, en général pour la première fois.
Loin d'être secondaire, cette fonction de la danse macabre pourrait bien être sa principale raison d'être. En comparant les œuvres connues, on s'aperçoit qu'elles varient principalement par le nombre et l'ordre hiérarchique des personnages représentés.
Peindre une danse macabre est un problème comparable à l'organisation d'une procession ou d'un carnaval : le peintre et ses commanditaires représentent la société et, ce faisant, prennent position sur ce qui est représentatif ou non et sur l'ordre des préséances, sur le poids relatif des catégories sociales.
L'accueil européen de la danse macabre manifeste l'importance du thème du macabre au cours de la fin du Moyen Âge, tant au niveau des élites touchées par les manuscrits comme par les livres, que des catégories populaires : en France, en Angleterre, de simples villages se sont dotés de fresques représentant des danses macabres, si la plupart des fresques germaniques sont, pour leur part, urbaines.
Vers 1426, le moine anglais John Lydgate traduisit le poème; la représentation du charnier des Saints Innocents fut copiée sur les murs d'un des cimetières de la cathédrale Saint-Paul de Londres. Le thème de la Danse macabre se diffusa ainsi en Angleterre.
On retrouve en 1463, à l'église Sainte-Marie de Lübeck, une Danse macabre apparue lors du passage de la « mort noire » (la peste). Cette peinture murale de la chapelle de la mort fut en partie annotée par Bernt Notke. Les vers en allemand populaire ont partiellement été conservés jusqu'à aujourd'hui.
La danse macabre y est représentée sous sa forme la plus simple : vingt-quatre figures humaines, ecclésiastiques et laïques, dans l'ordre décroissant de pape, empereur, impératrice, cardinal, roi, jusqu'au paysan, jeune homme, jeune femme et enfant. Chaque personnage y danse toujours avec sa mort. Cette fresque fut détruite au cours de la Seconde Guerre mondiale pendant le bombardement de Lübeck. Deux vitraux réalisés par Alfred Mahlau (de) en 1955-1956 rappellent aujourd'hui dans cette chapelle ce chef-d'œuvre disparu.

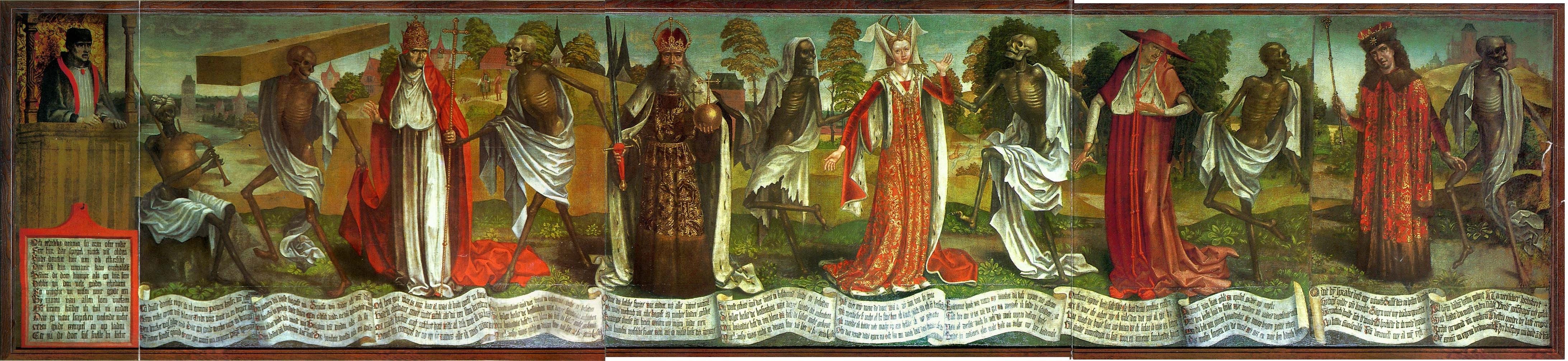
Fragment de la Danse macabre de Bernt Notke pour Rīga aujourd'hui dans l'ancienne église Saint-Nicolas de Tallinn.

À partir du milieu du XVe siècle, de nouvelles fresques apparaissent. Elles sont exécutées dans les églises d'Amiens, d'Angers, de Dijon ou de Rouen, aussi bien sur le sol que sur les façades.
Dans l'Espagne médiévale, les Danzas de la Muerte sont représentatives de la crise des Espagnes au sortir du bas Moyen Âge. L'attrait culturel pour cette forme de danse macabre dans la péninsule ibérique sera reprise avec la devise Viva la Muerte du camp nationaliste lors de la guerre civile au XXe siècle.
A la dança mortal venid los nascidos

que en el mundo soes de qualquier estado ;

el que non quisiere a fuerça de amidos

facerle e venir muy toste parado.

Pues ya el freire vos ha pedricado

que todos vayais fazer penitencia,

el que non quisiere poner diligencia

por mi non puede ser mas esperado.

### XVIesiècle
À partir du milieu du XVIe siècle, les images de danses macabres se renouvellent et deviennent de plus en plus variées. Les vers sont parfois abandonnés.
À Bâle (Suisse), dans un premier temps, les Danses macabres sont transférées de la basse ville à la haute ville, sur les murs du cloître. Le nombre et l'arrangement des couples dansants restent identiques mais un prêtre est ajouté au début et un pêcheur à la fin. Lors de la destruction des murs en 1805, il ne subsiste de l'original que quelques fragments, bien que des illustrations aient été conservées parallèlement aux vers. Ce qui est devenu la célèbre « mort de Bâle » donna une nouvelle impulsion à cette catégorie de représentations, bien que la poésie ait complètement abandonné le genre.
Herzog Georg de Sachse fit réaliser en 1534, le long du mur du troisième étage de la Georgentor, un bas-relief de pierre. Cette Danse macabre était d'une composition tout à fait novatrice avec 24 personnages et trois figures mortuaires grandeur nature, sans couple dansant. Cette œuvre fut très endommagée par le grand incendie de 1701, puis restaurée et transférée dans la paroisse de Dresde. Cette représentation est à l'origine de celle de l'église de Strasbourg, qui montre différents couples dans lesquels chacun est invité à danser par sa mort.
La Danse macabre de la Marienkirche à Berlin date elle aussi des années 1470-1490. Nicolas Manuel peint une vraie Danse macabre entre 1514 et 1522 sur les murs du cloître de Berne, constituée de 46 images, qui ne sont plus aujourd'hui accessibles que sous la forme de reproductions.
En 1531, Nicolas Le Rouge fait imprimer à Troyes La grant danse macabre des hommes et des femmes en vers hystoriee et augmentee de beaulx ditz en latin, livre écrit en moyen français illustré par des scènes de danses macabres.
Selon Holger Wetjen (Cette mort qui nous fascine), la danse macabre a développé deux idées théologiques de la Réforme : chacune est en relation directe avec la Mort, chez Luther: avec Dieu. L'image n'est pas sacrée, mais un objet neutre, elle sert de plan instructif.

#### L'apport de Hans Holbein

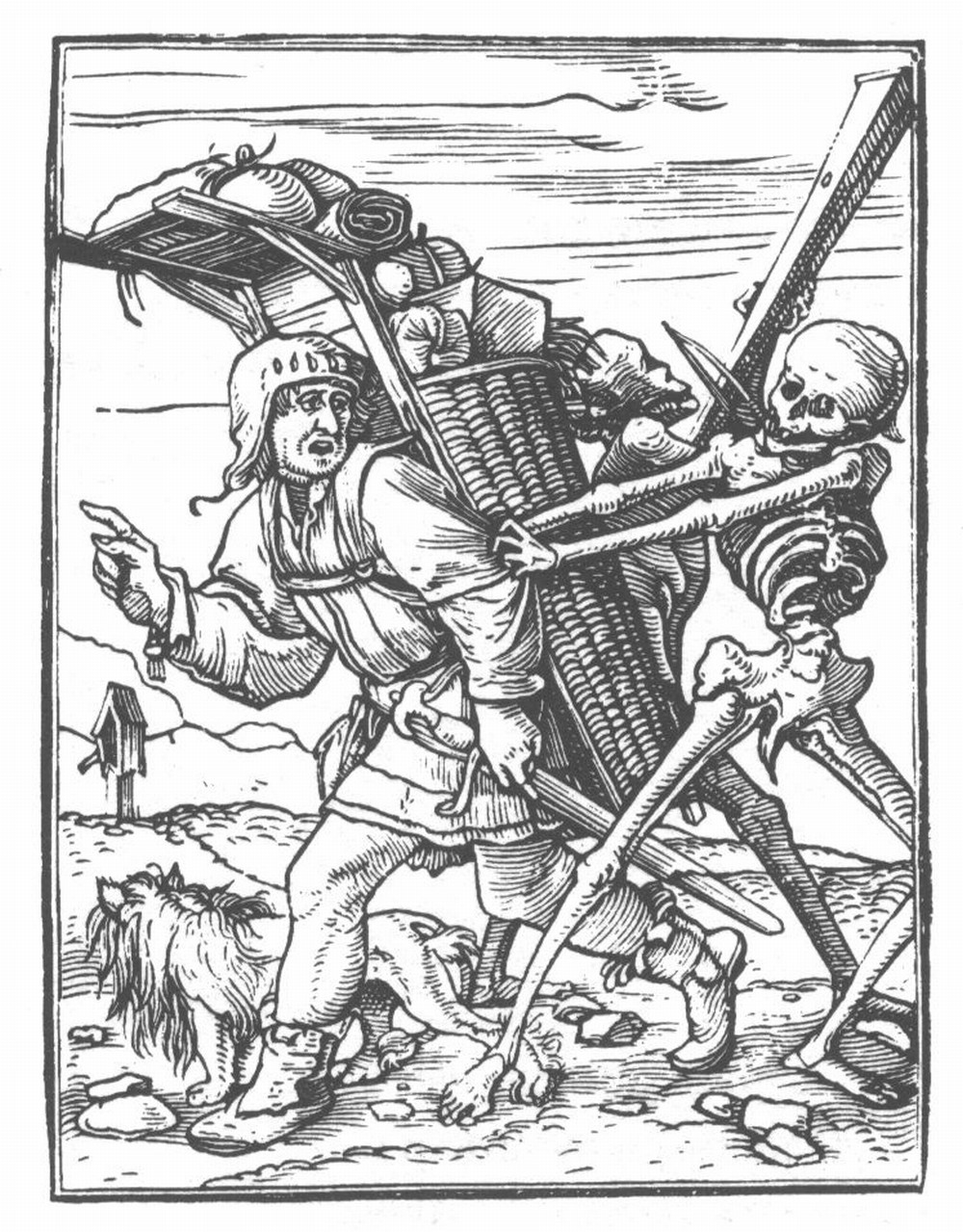
Hans Holbein fait basculer la représentation de la Danse macabre d'une farandole tragi-comique, à la portée symbolique, vers l'idée d'une lutte individuelle et quotidienne avec la Mort.

Avec Hans Holbein le Jeune, la Danse macabre adopte une toute nouvelle forme artistique. Celui-ci met en scène l'irruption brutale de la Mort dans le travail et la joie de vivre. Cette représentation prend le pas sur l'idée que la mort n'épargne aucune classe sociale.
Ses œuvres (le plus souvent des gravures) parurent dès 1530 et furent largement diffusées sous forme de livres à partir de 1538.

### Siècles tardifs
L'un des livrets de colportage le plus fréquemment réédité au cours du XVIIIe siècle, L'Histoire nouvelle et divertissante du Bonhomme Misère, met en scène un personnage qui échappe à la faucheuse et devient immortel.
Charles Baudelaire et Cazalis ont écrit sur la danse macabre, Liszt et Saint-Saëns l'ont mise en musique.
D'autres auteurs ont exploité ce thème, dont :
- Georges Eekhoud, La Danse macabre du pont de Lucerne (Bruxelles 1920),
- Michel de Ghelderode et sa Balade du grand macabre (1934),
- Stephen King, écrivain de romans d'épouvante, publie sa Danse macabre[17] en 1978.
- Edgar Allan Poe dans Le Masque de la Mort Rouge, en 1842.
- Anatole France, « La danse des Morts », in Le Parnasse contemporain, recueil de vers nouveaux (1869), Paris, éd. Alphonse Lemerre, 1869.

## Un message social d'égalité devant la mort
« La Mort ne regarde ni le rang, ni les richesses, ni le sexe, ni l'âge de ceux qu'elle fait entrer dans sa danse. »

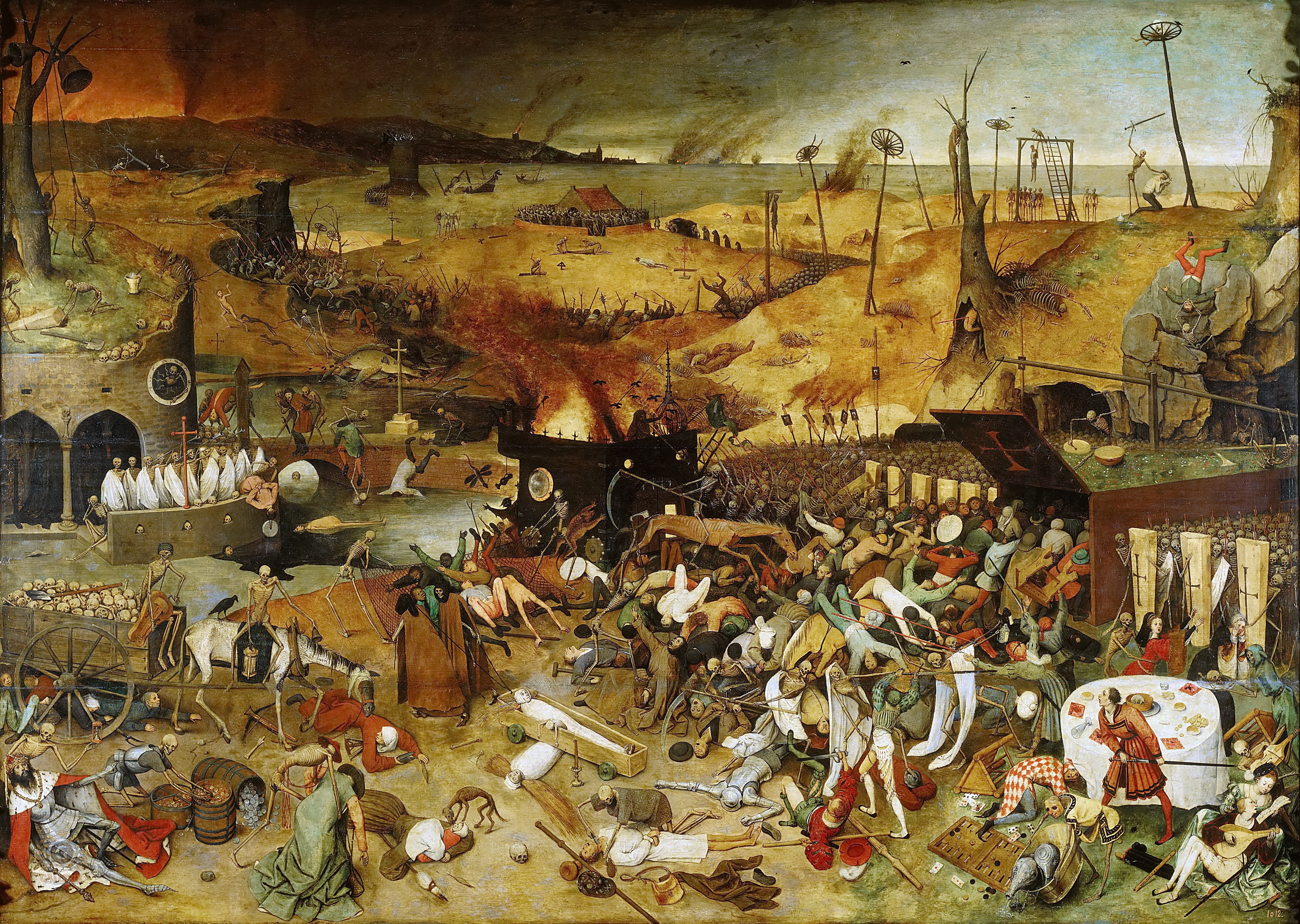
Le Triomphe de la Mort (1562) de Pieter Brueghel l'Ancien, conservée au musée du Prado à Madrid (Espagne).

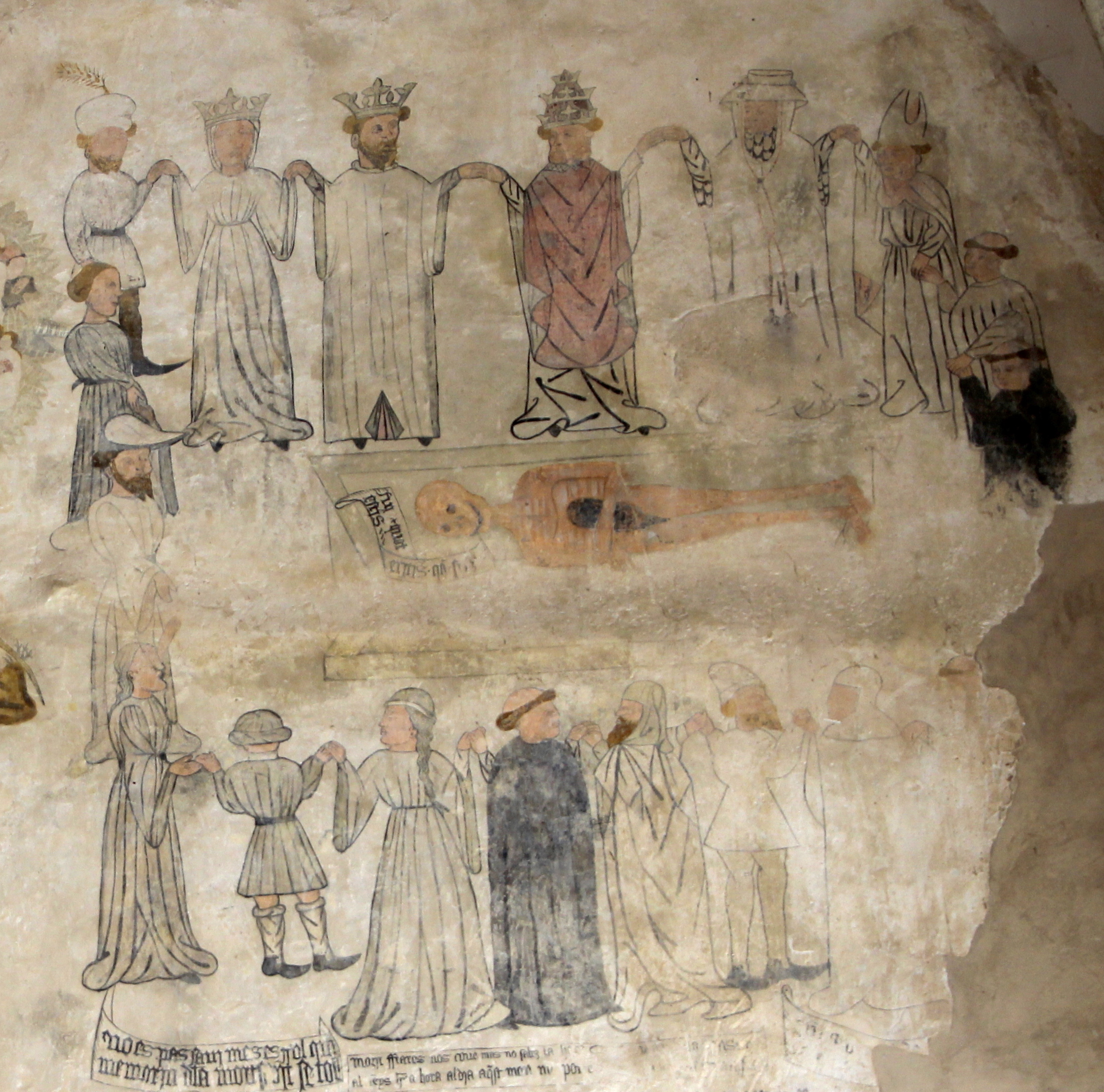
Toutes les classes sociales font la ronde autour du cadavre: noble, reine, roi, pape, cardinal, évêque, moines, clerc, religieuse, paysan, juif, frère dominicain, prostituée, enfant, femme de la noblesse, bourgeois, paysanne. Cloître de Morella.

La mort s'attaque à tous les genres, âges et milieux. Les fresques de Danse Macabre, où l'on peut voir différents personnages danser avec des squelettes, représentent en fait l'égalité devant la mort des divers états sociaux. En faisant danser les papes, les empereurs, les cardinaux, les rois mais aussi les laboureurs, les cordeliers, les enfants et les ermites avec les squelettes, on montre que la mort ne fait pas de distinction entre l'appartenance sociale des futurs morts et que tout le monde est susceptible d'être frappé par celle-ci.
Les squelettes dansent et se moquent de tous les personnages pour les entraîner vers la mort. Ainsi, de l'empereur à l'ermite, tout le monde connaîtra le même sort. C'est l'abolition des frontières sociales : il n'existe pas de caste privilégiée face à la mort ni de hiérarchie. Les hommes et les femmes sont égaux devant la mort :
O creature raysonnable

Qui désires vie eternelle

Tu as cy doctrine notable

Pour bien finer vie mortelle.

La danse macabre s'appelle

Que chascun à danser apprant

A homme et femme est naturelle

Mort n'espargne petit ne grant.

En ce miroir chascun peut lire

Qui le convient ainsi dancer

Saige est celui qui bien si mire.

Le mort le vif fait avancer;

Tu vois les plus grans commencer,

Car il n'est nul que mort ne fiere.

C'est piteuse chose y penser.

Tout est forgié d'une matière.»
Aussi, cette égalité est visible dans les compositions des premières Danses. Les morts - représentés par des squelettes - amènent les différents personnages vers la mort mais ne les dominent pas. Les morts et les vivants dansent ensemble. Ces morts ne sont pas terrifiants et menaçants : ils n'attaquent pas les vivants, ils les entraînent seulement dans leur danse. Les morts et les vivants sont ici encore à égalité. Mais, les Danses contemporaines remettent en cause cette égalité entre les morts et les vivants par la personnification de la mort. Petit à petit, on va individualiser la mort en lui attribuant un personnage — comme la faucheuse par exemple — ce qui va induire une hiérarchie entre les morts et les vivants. Une fois représentée par un personnage, la mort domine les vivants. On passe d'une représentation des morts entraînant par la main les vivants à une représentation d'un personnage armé d'une faux qui vient tuer directement les vivants. La Mort se fait donc le juge cynique des vices des vivants.

## Représentations murales

### France
Parmi les représentations murales de la Danse macabre, la France possède plusieurs peintures murales intérieures :
- Brianny (Côte-d'Or), chapelle Sainte-Apolline.
- La Chaise-Dieu (Haute-Loire), vraie fresque dans l'église de l'abbaye bénédictine de Saint-Robert. Une danse macabre sans texte, mais illustrant un poème. Elle date de 1470[22].
- Cherbourg, basilique Sainte-Trinité, nef, vers 1500, restaurée XIXe siècle. Exceptionnellement, il ne s'agit pas d'une peinture mais de bas-reliefs.
- L'ancien cimetière des Innocents à Paris (détruit)
- La Ferté-Loupière (Yonne), église Saint-Germain (ainsi qu'un Dit des trois morts et des trois vifs).
- Kernascléden (Morbihan), Église Notre-Dame.
- Meslay-le-Grenet (Eure-et-Loir), Église Saint-Orien (ainsi qu'un Dit des trois morts et des trois vifs).
- Plouha (Côtes-d'Armor), chapelle de Kermaria an Iskuit (ainsi qu'un Dit des trois morts et des trois vifs).
- Preuilly-sur-Claise (Indre-et-Loire), chapelle de tous les Saints (propriété de la commune) : peintures murales avec des hommes et des femmes.
- Strasbourg (Alsace), Église des Dominicains (détruite durant le siège de 1870).

### Suisse
On trouve en Suisse plusieurs représentations murales de danses des morts,, :
- Bâle, Der Tod von Basel (1439-1440) et Kleinbasler Totentanz à Basel-Klingental (1460-1480).
- Berne, Danse macabre de Niklaus Manuel Deutsch (1516-1519).
- Loèche (VS), Gruppen-Totentanz (1520-1530).
- Coire, Danse des morts (1543).
- Fribourg, Danse macabre de Pierre Wuilleret (1606-1608).
- Lucerne, Danse macabre de Jakob von Wyl dans le Palais de Lux Ritter (1610-1615) et le Spreuerbrücke « Pont de la Danse des Morts », pont couvert datant de 1408 et ses 67 panneaux de Kaspar Meglinger (1626-1635). Voir aussi dans les environs : Wolhusen (1661), Hasle (1687), Unterschächen (1701) et Emmetten (1710).

### Allemagne
Plusieurs Danses des Morts comme représentations murales et comme gravures ;
- Ulm : Ulmer Totentanz im Wengenkloster (1440) ;
- Constance : Totentanz im Dominikanerkloster von Konstanz (1558 - ancien monastère des Dominicains, aujourd'hui « Inselhotel ») ;
- Füssen : Füssener Totentanz de Jacob Hiebeler (1602).

et des gravures :
- Oberdeutscher vierzeiliger Totentanz -cpg 314- (1443-1447) ;
- Totentanz des Heidelberger Blockbuchs -cpg 438- (1455-1458) ;
- Oberdeutscher achtzeiliger Totentanz (Knoblochtzer Druck), (1485-1488) ;
- Totentanz des Grafen Wilhelm Wernher von Zimmern (avant 1550), etc.

### Italie
- À Clusone, Danza macabra, peinture de Giacomo Borlone de Buschis, 1485.
- À Carisolo, Danza macabra, peinture de Simon de Baschenis, 1519.
- À Pinzolo, Danza macabra, peinture de Simon II de Baschenis, 1539.

### Espagne
- Cloître franciscain de Morella, XVe siècle.

### Slovénie
- église de la Sainte-Trinité d’Hrastovlje dans le Karst. Fresque XVe siècle.

## Galerie

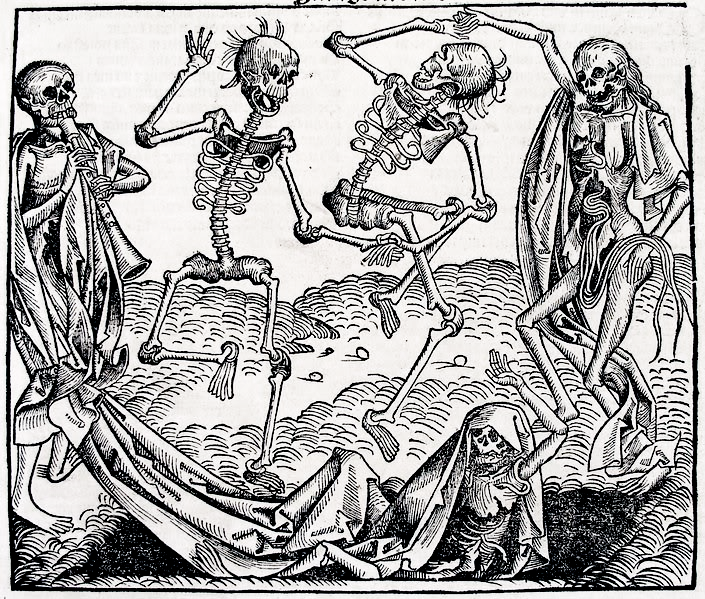
Image de la Mort. Gravure sur bois de Michael Wolgemut, dans La Chronique de Nuremberg (1493).
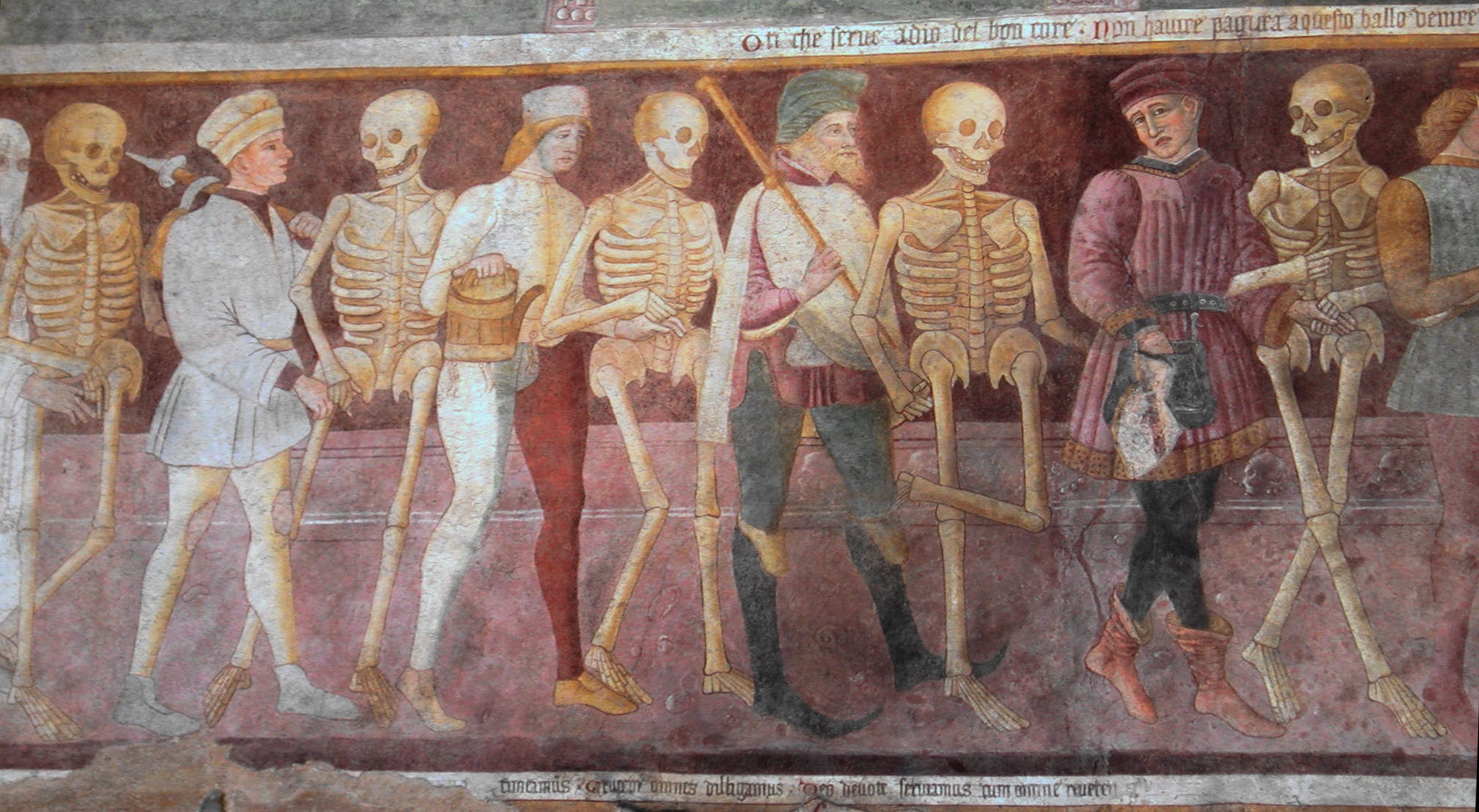
Détail de la Danse macabre de Clusone (Italie). Peinture de Giacomo Borlone de Buschis.
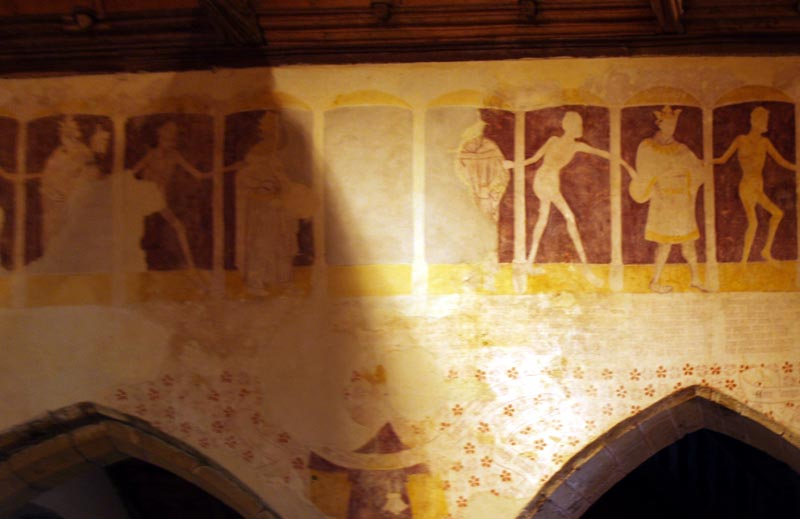
Détail de la fresque à la chapelle de Kermaria an Iskuit (Côtes-d'Armor), sur le mur sud. On devine sous chaque personnage le texte des sentences.
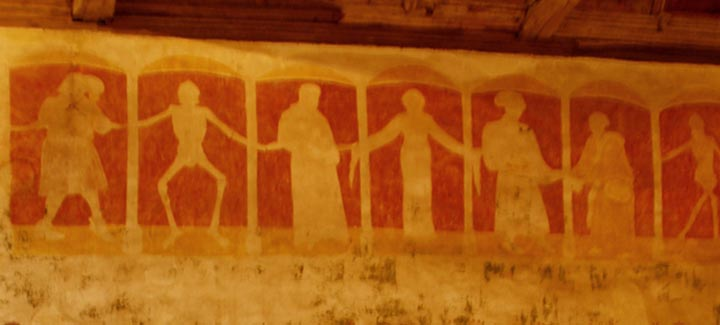
Fresque à la chapelle de Kermaria an Iskuit. Au centre, le médecin, la femme, le banquier et le mendiant créent une rupture dans l'alternance vivant et mort.
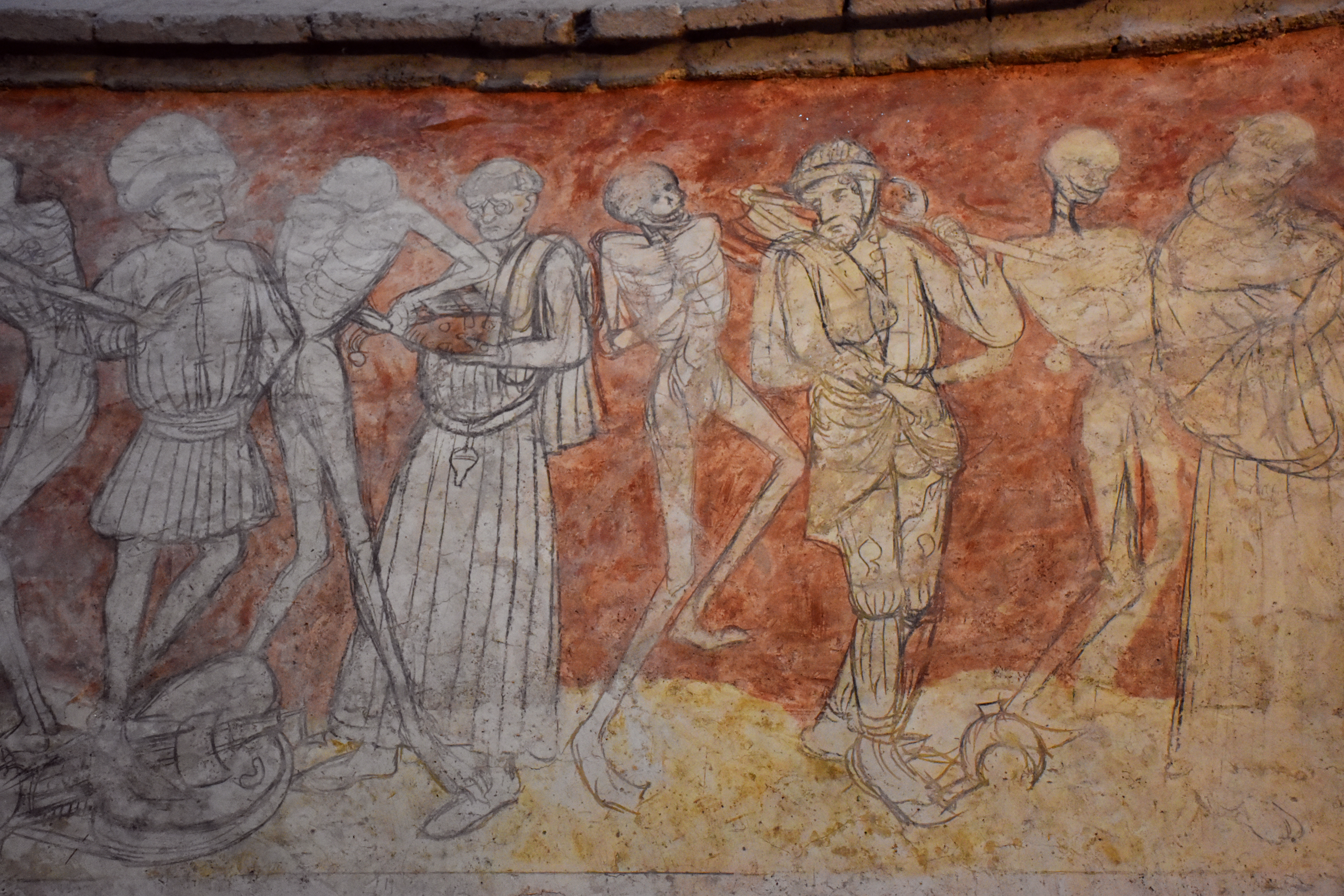
Danse macabre à La Chaise-Dieu (Haute-Loire).
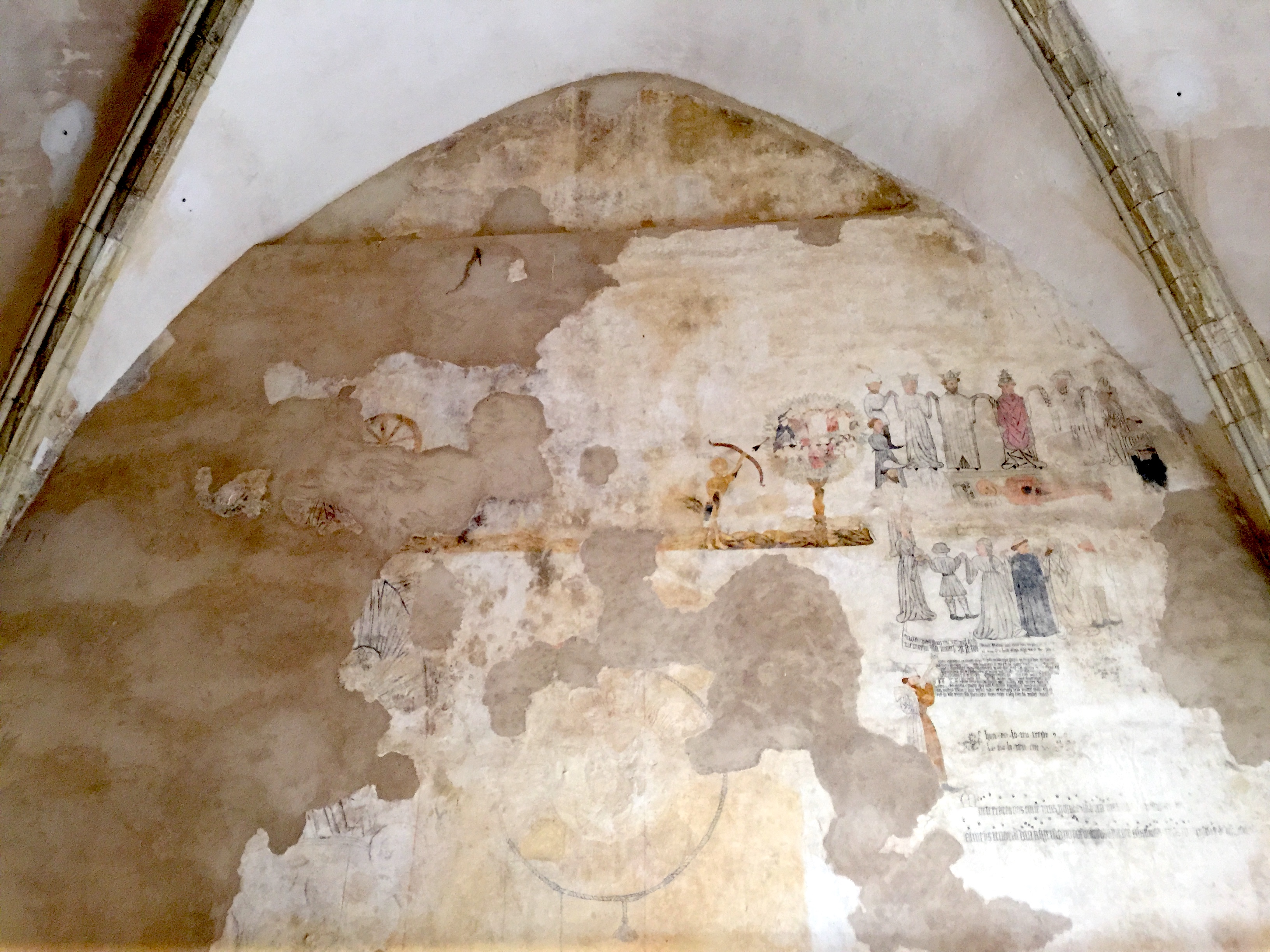
Vue d'ensemble de la fresque du cloître de Morella (Espagne), XVe siècle.
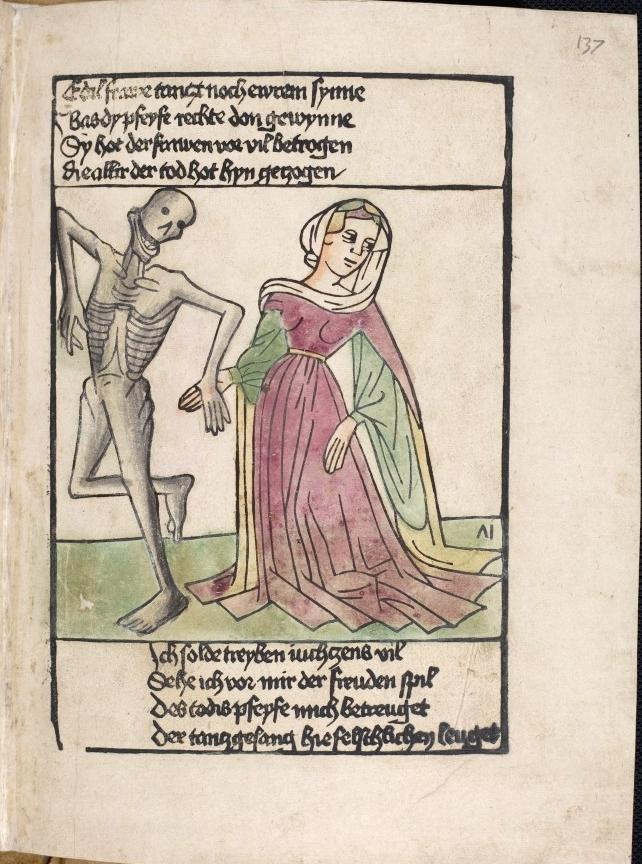
Illustration de la danse macabre du Codices Palatini germanici (de).

## Autres formes de représentations

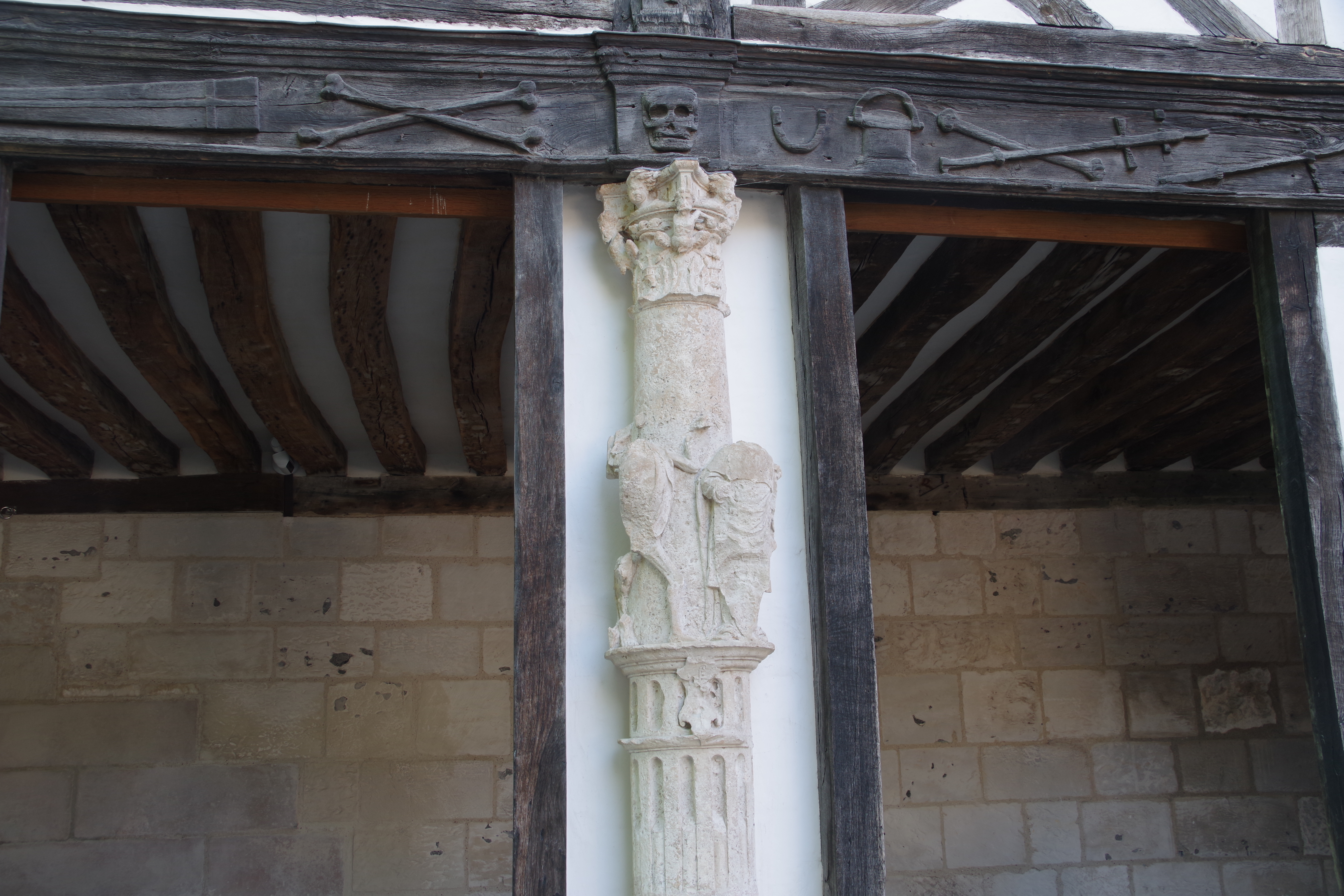
Sculpture dans l'aître Saint-Maclou

### Architecture et mobilier
- Albi (Tarn), cloître Saint-Salvi : gravure sur engoulant de poutre.
- Angers (Maine-et-Loire), musée des Beaux-Arts : sculpture sur coffre en bois du XVIe siècle.
- Blois (Loir-et-Cher), aître Saint-Saturnin : sculptures sur chapiteaux de pierre.
- Cherbourg (Manche), basilique de la Trinité : sculpture polychrome en ronde-bosse, milieu XVIe siècle.
- Guiscard (Oise), chapelle privée du cimetière : mosaïque.
- Rouen (Seine-Maritime), Aître Saint-Maclou : sculptures sur les colonnes de la galerie.

### Manuscrits
- Vergonnes (Maine-et-Loire), enluminures du registre paroissial 1616-1664.

### Musique classique
- Mattasin oder Toden Tanz (1598) par August Nörmiger (en)
- Totentanz (1849) par Franz Liszt, variations pour piano et orchestre, basées sur la mélodie de plain-chant du Dies iræ (poème chanté, habituellement désigné sous le nom de Séquence des Morts (ou Prose des Morts), alternant avec le faux-bourdon de Louis Homet.
- Danse macabre (1874) par Camille Saint-Saëns.
- Chants et danses de la mort (1875) par Modeste Moussorgsky.
- Totentanz, Oratorium (1905) par Felix Woyrsch.
- Totentanz der Prinzipien (1914) par Arnold Schoenberg.
- La Danse des morts (1938) par Arthur Honegger.
- Scherzo (Dance of Death), op. 14, in : Ballad of Heroes (1939) par Benjamin Britten.
- Trio en mi mineur op. 67, 4e mouvement de la Dance of Death (1944) par Dmitri Chostakovitch.
- Totentanz. Der Kaiser von Atlantis (1944) par Viktor Ullmann.
- Cortège & Danse Macabre (2009) le second mouvement de la suite symphonique Cantabile par Frederik Magle.
- Danse diabolique par Josef Hellmesberger II.

### Danse
Des chansons traditionnelles reprennent l'idée de danse macabre. Musicalement elles peuvent également partir du motif liturgique de la prose des morts (le Dies iræ liturgique). C'est le cas, par exemple, de deux chansons remontant au XVe siècle : J'ai vu le loup, le renard, le lièvre (ronde de Bourgogne) et Ay vist lou loup (bourrée auvergnate).

## Dans la culture populaire

### Littérature
- Dans la section « Tableaux parisiens » de son recueil de poésie Les Fleurs du mal (1857), le poète Charles Baudelaire dépeint allégoriquement l'humanité et son rapport à la mort par le prisme du macabre, dans ses poèmes Danse macabre et Le Squelette laboureur.
- Le Masque de la Mort Rouge d'Edgar Allan Poe (1842) fait référence à la danse macabre dans laquelle les convives du bal sont entrainés.
- Stephen King fait paraître en 1978 un recueil de nouvelles intitulé Danse macabre, chacune des nouvelles mélangeant la volonté de vivre et la fatalité de la mort.
- Moka (auteur français) y fait aussi référence dans son livre pour jeunes La chambre du Pendu.
- Sergo (auteur français d'origine arménienne) a créé une série de treize livres d'artiste sous le titre La Farandole faisant référence dans soixante-dix-huit dessins à la danse des morts et à la danse des vivants. Poème d'Andreas Hegewald traduit par Anne Arc, 2011.

### Bande dessinée
- Dans Les Helvétiques, épisode de Corto Maltese par Hugo Pratt, le marin croise la route de squelettes musiciens qui lui proposent de danser.

### Cinéma
- J'accuse (1919) d'Abel Gance met en place une ronde macabre récurrente.
- Metropolis (1927) de Fritz Lang reste fidèle à l'héritage médiéval et à son iconographie, dans laquelle la mort vient chercher les vivants.
- La Règle du jeu (1939) de Jean Renoir fait jouer la Danse macabre de Saint-Saëns par un piano mécanique. Des personnages grimés en squelettes dansent sur scène et au milieu du public. C'est également le morceau de Saint-Saëns qui doit accompagner la Danse Macabre de Dudley Murphy (1922).
- Orfeu Negro (1959) de Marcel Camus met en scène une longue danse macabre dans un mélange de mythologies grecque et chrétienne.
- Le Septième Sceau (1957) d'Ingmar Bergman représente une sorte de Danse macabre dans les dernières scènes du film.
- Fellini Roma (1972) de Federico Fellini met en scène une Danse macabre sarcastique en forme de défilé de mode ecclésiastique.
- Que Viva Mexico! (1979) de Sergueï Eisenstein.

De façon plus libre, le cinéma fait aussi évoluer la danse macabre vers un « sabbat des trépassés », au cours duquel les morts sortent des tombes sans rencontrer les vivants et ne cherchent en aucun cas à se repentir, mais plutôt à célébrer en toute liberté — et le temps d'une nuit — leur statut particulier :
- Squelette Joyeux (1897) des Frères Lumière ;
- Le Cake-walk Infernal (1903) de Georges Méliès ;
- Skeleton dance (1929) de Walt Disney;
- The skeleton Frolic (1937) d'Ub Iwerks y intègre l'héritage des films d'épouvante. Michael Jackson est dans la même lignée avec le clip de sa chanson Thriller (1982).

### Dessin animé
Dans l'épisode « Spooks » de Flip la grenouille (1932), Ub Iwerks fait danser morts et vivants.

### Musique (rock, metal, etc.)
- The Dance of Death & Other Plantation Favorites (1964) par John Fahey.
- Dancing with Mr. D (1973) par les Rolling Stones.
- Ballo in fa diesis minore (F#m) (1977) par Angelo Branduardi.
- Danse macabre (1978) par La confrérie des fous.
- Danse macabre (1984) par Celtic Frost.
- Totentanz (1987) par Coroner.
- Totentanz (1996) par In Extremo.
- Danzon macabre (1999) par Kennan Wylie.
- La Grande Danse macabre (2001) par Marduk.
- Danse macabre (2001) par The Faint.
- Danse macabre (2002) par Cradle of Filth.
- La Danse macabre Du Vampire (2002) par Theatres des Vampires.
- Totentanz (2002) par Latro Dectus.
- Dance of Death (2003) par Iron Maiden.
- Danse macabre (ダ) (2004) par Plastic Tree.
- Danse macabre (2005) par Wintersleep.
- Chorea Maccabaeorum (2008) par Esugenus.
- Danse macabre (2011) par Natas (en).

- Une chanson de l'album Moonbathers du groupe néerlandais Delain se nomme Danse macabre.
- Une chanson du groupe Corvus Corax se nomme Totentanz, en référence à la danse macabre.
- Une chanson de l'album Prequelle du groupe suédois Ghost se nomme Dance Macabre.